# Fillmore (Indiana)
Fillmore és una població dels Estats Units a l'estat d'Indiana. Segons el cens del 2000 tenia 545 habitants.

## Demografia
Segons el cens del 2000, Fillmore tenia 545 habitants, 196 habitatges, i 156 famílies. La densitat de població era de 110,8 habitants/km².
Dels 196 habitatges en un 44,4% hi vivien nens de menys de 18 anys, en un 66,3% hi vivien parelles casades, en un 7,1% dones solteres, i en un 20,4% no eren unitats familiars. En el 18,4% dels habitatges hi vivien persones soles l'11,2% de les quals corresponia a persones de 65 anys o més que vivien soles. El nombre mitjà de persones vivint en cada habitatge era de 2,78 i el nombre mitjà de persones que vivien en cada família era de 3,14.
Per edats la població es repartia de la següent manera: un 32,3% tenia menys de 18 anys, un 6,8% entre 18 i 24, un 30,6% entre 25 i 44, un 18,5% de 45 a 60 i un 11,7% 65 anys o més.
L'edat mediana era de 32 anys. Per cada 100 dones de 18 o més anys hi havia 105 homes.
La renda mediana per habitatge era de 38.269$ i la renda mediana per família de 40.568$. Els homes tenien una renda mediana de 27.404$ mentre que les dones 21.875$. La renda per capita de la població era de 13.514$. Entorn del 5,2% de les famílies i el 8% de la població estaven per davall del llindar de pobresa.

## Poblacions més properes
El següent diagrama mostra les poblacions més properes.